# Petrilova
Petrilova – wieś w Rumunii, w okręgu Caraș-Severin, w gminie Ciuchici. W 2011 roku liczyła 193 mieszkańców. 